# 袁树芝
袁树芝（1915年—？），男，江苏南京人，中国火箭总体技术专家，曾任第七机械工业部第五研究院科学技术委员会委员。